# Cixius albida
Cixius albida är en insektsart som beskrevs av Walker 1851. Cixius albida ingår i släktet Cixius och familjen kilstritar.
Artens utbredningsområde är Sierra Leone. Inga underarter finns listade i Catalogue of Life.